# Grön fasan
Grön fasan (Phasianus versicolor) är en östasiatisk fågel i familjen fasanfåglar inom ordningen hönsfåglar. De förekommer naturligt endast i Japan. Fågeln är närbesläktad med fasan och de har tidigare ansetts utgöra en och samma art. Arten minskar i antal men beståndet bedöms som livskraftigt.

## Utseende
Grön fasan är en östlig version av fasanen och mycket lik denna. Den skiljer sig dock genom svartgrön undersida, hals och mantel samt grönare övergump hos hanen, annorlunda tecknade vingtäckare och hos honan mer fläckig och marmorerad undersida. Båda könan har också kortare stjärt. Hanen är 81,5 cm lång (varav stjärten 27-42,5) och honan 58 cm (stjärten 21–27,5).

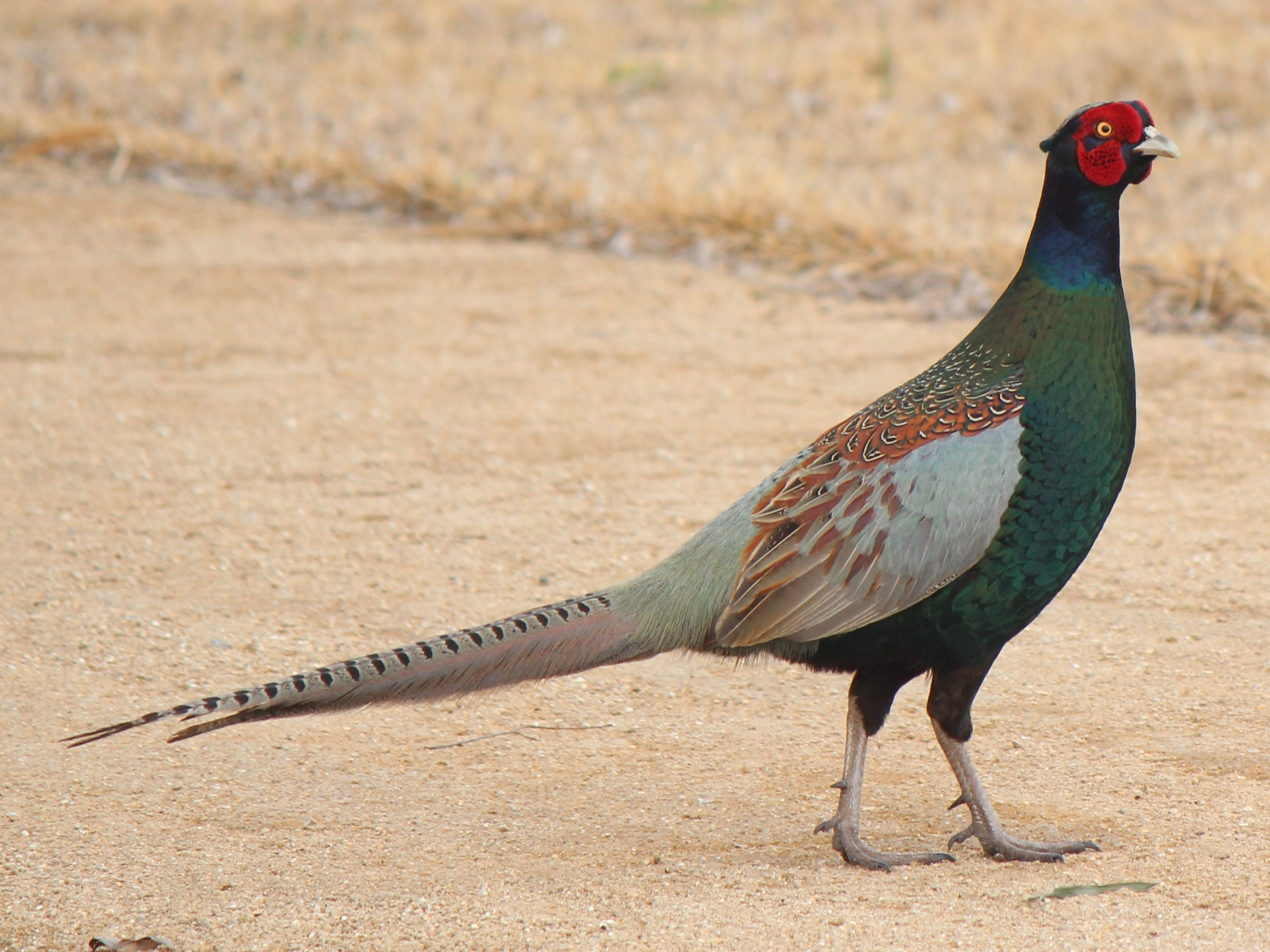
Adult hane.

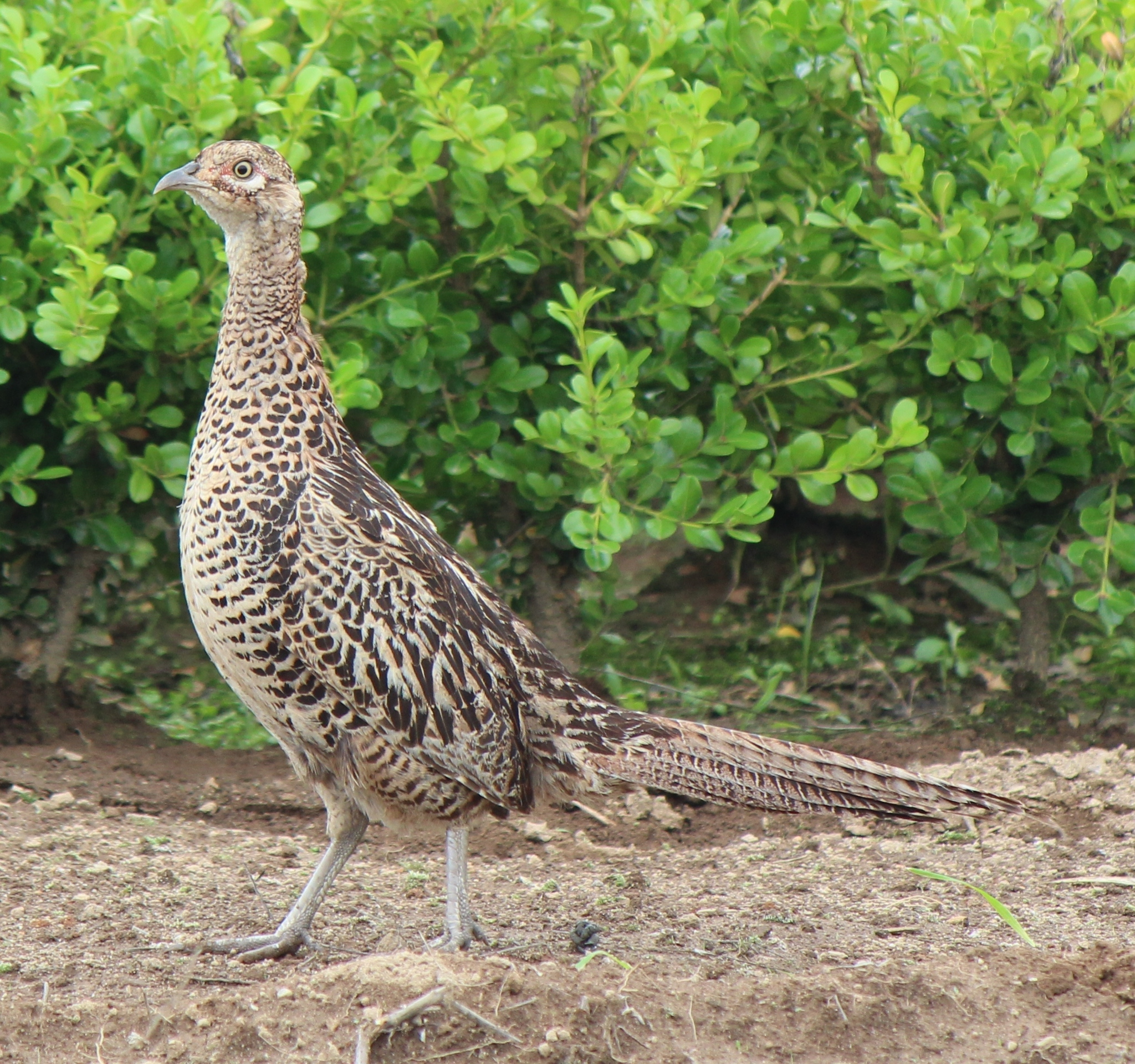
Adult hona.

## Utbredning och systematik
Grön fasan återfinns i Japan och delas upp i fyra underarter med följande utbredning:
- Phasianus versicolor robustipes – förekommer på nordvästra Honshu och ön Sado
- Phasianus versicolor tohkaidi – centrala och västra Honshu samt Shikoku
- Phasianus versicolor tanensis – södra Honshu och Kyushu
- Phasianus versicolor versicolor – västra Honshu och Kyushu

Grön fasan behandlades tidigare ofta som underart till fasan men urskiljs numera allt oftare som egen art. I Japan dör inplanterade fasaner ut för att de inte verkar kunna hybridisera tillräckligt framgångsrikt med grön fasan. Tillfälligtvis har grön fasan hybridiserat med kopparfasan i det vilda.

## Levnadssätt
Grön fasan påträffas i parker, jordbruksområden, buskmarker, flodnära snår, teplantage och öppet skogslandskap. Den tros ha liknande föda som fasanen, möjligen med större andel vilda frön, frukt, bär och nötter. Fågeln häckar troligen i april och maj på Honshu, men från mitten av mars på södra Kyushu. Arten verkar vara både monogam och polygam.

## Status och hot
Arten har ett stort utbredningsområde och en stor population, men tros minska i antal, dock inte tillräckligt kraftigt för att den ska betraktas som hotad. Internationella naturvårdsunionen IUCN kategoriserar därför arten som livskraftig (LC).